# 真申站

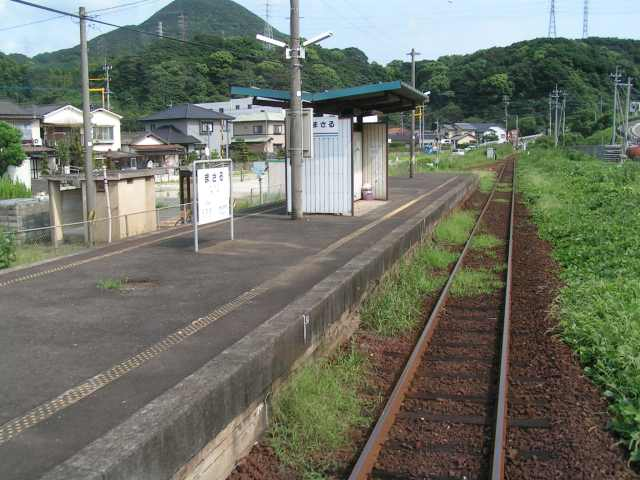
月台（2006年8月28日）

真申站（日语：／ Masaru eki */?）是位於長崎縣佐世保市光町，松浦鐵道的西九州線車站。

## 歷史
- 1931年（昭和6年）8月29日 - 佐世保鐵道（日语：佐世保鉄道）車站啟用[1]。
- 1936年（昭和11年）10月1日 - 佐世保鐵道國有化[2]，成為松浦線車站。
- 1945年（昭和20年）3月1日 - 佐佐至相浦之間使用新走線，車站遷移至現地。松浦線全線啟用。
- 1969年（昭和44年）10月1日 - 結束貨物起卸業務，同時九州電力專用線廢止。
- 1970年（昭和45年）10月1日 - 成為無人車站。
- 1987年（昭和62年）4月1日 - 伴隨國鐵分割民營化，車站由九州旅客鐵道（JR九州）營運[3][4][5]，成為JR九州松浦線車站。
- 1988年（昭和63年）4月1日 - 松浦鐵道接管松浦線，成為松浦鐵道西九州線車站。
- 1992年（平成4年）7月15日 - 隨著增加列車班次，重開列車交會設備[6]（重用下行線）。

## 車站構造
車站是一座地面車站，設有1面2線的島式月台。此站是無人車站，沒有車站大樓，在月台上只有候車室。兩月台之間設有站內平交道連接。靠近佐佐港一方種植了櫻花樹。

### 月台
| 月台 | 路線      | 上下行 | 方向                               |
| ---- | --------- | ------ | ---------------------------------- |
| 東邊 | ■西九州線 | 下行   | 左石、佐世保方向                   |
| 西邊 | ■西九州線 | 上行   | 佐佐、田平平戶口、松浦、伊萬里方向 |

## 車站周邊
- 長崎縣道139號佐世保鹿町線（日语：長崎県道139号佐世保鹿町線）
- 光町簡易郵局

## 使用狀況
在2018年度，1日平均上落車人次為69人。在2005年度，1日平均上落車人次為145人。

## 相鄰車站
松浦鐵道
西九州線
快速
通過
普通
小浦－真申－棚方

## 注腳
1. ↑  「地方鉄道運輸開始」『官報』1931年9月9日（國立國會圖書館數碼化收藏）
※上述的官報中，長崎縣錯誤地標記為「長野縣」。
2. ↑  「鉄道省告示第326.327号」『官報』1936年9月29日（國立國會圖書館數碼化收藏）
3. ↑  九州鉄道百年祭実行委員会・百年史編纂部会 (编).  初版. 九州旅客鉄道. 1988: 181 （日语）.
4. ↑  『交通年鑑 昭和63年版』 交通協力會，1988年3月。
5. ↑  今村都南雄 『民営化の效果と現実NTTとJR』 中央法規出版，1997年8月。ISBN 978-4805840863
6. ↑  . 交通新聞 (交通新聞社). 1992-03-09: 1.
7. ↑  佐世保市統計書
8. ↑  長崎縣統計年鑑

## 外部連結
- 真申站時間表 （页面存档备份，存于）（日語） - 松浦鐵道